# Hemospermia

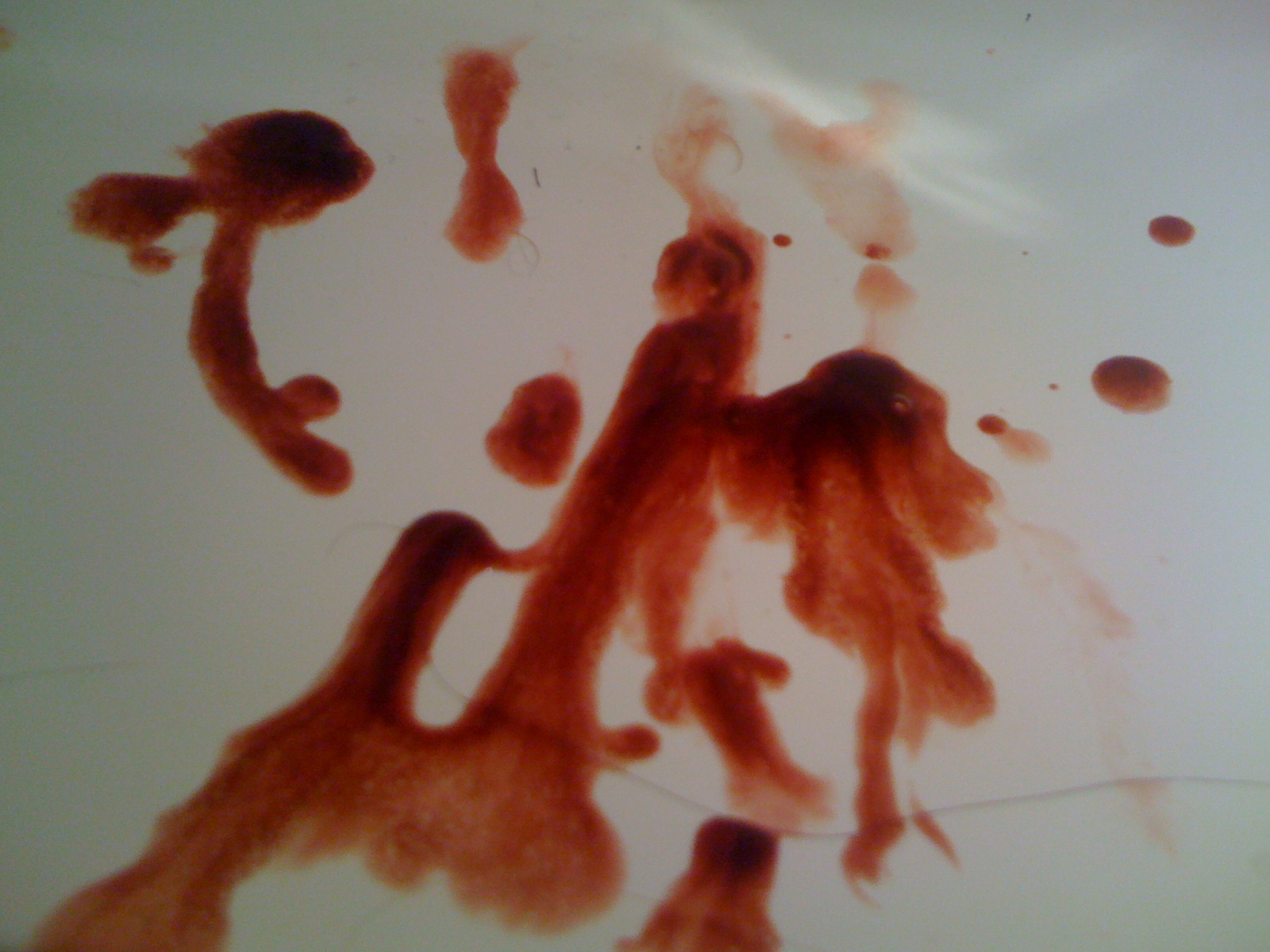
Caso de hemospermia.

La hemospermia o hematospermia es un síntoma o signo, caracterizado por la presencia de sangre en el semen, casi siempre de forma indolora acompañada de inflamaciones. La mayoría de las veces es un síntoma benigno. Entre los hombres de 40 años o más, la hematospermia es un ligero indicador de cáncer, normalmente de próstata. No se encuentra una causa específica hasta en el 70% de los casos.

## Causa
Aunque la hematospermia puede causar una angustia considerable a los pacientes, suele ser una afección benigna y autolimitada causada por infecciones, sobre todo en pacientes jóvenes. Un episodio aislado suele considerarse benigno y no es probable que esté asociado a una neoplasia maligna. La hematospermia recurrente puede indicar una patología subyacente más grave, sobre todo en pacientes mayores de 40 años.

### Infección e inflamación
La infección o inflamación se considera la causa más común de la enfermedad. Entre los patógenos implicados se encuentran: bacterias Gram negativas (a menudo E. coli), gonococos, T. pallidum, C. trachomatis, N. gonorrhoeae, equinococos (raramente), VHS tipo 1 o 2 y VPH. La enfermedad también puede estar causada en raras ocasiones por algunas infecciones sistémicas crónicas como la tuberculosis o la esquistosomiasis. Además, la inflamación testicular, prostática y epididimaria en general puede cursar con hematospermia.

### Neoplasia
Algunas neoplasias del aparato genitourinario pueden cursar con hematospermia. Las causas malignas de hematospermia incluyen: cáncer de próstata, tumores testiculares o epididimarios, carcinoma de la vesícula seminal (raramente) y tumor uretral. Los linfomas y las leucemias también pueden presentar hematospermia como síntoma.

### Próstata
Diversas patologías de la próstata (prostatitis, cálculos, quistes, hiperplasia prostática benigna, infección bacteriana, etc.) pueden provocar la presencia de sangre en el eyaculado.

### Otros
Las afecciones sistémicas como la hipertensión maligna, la disfunción hepática o los trastornos hemorrágicos y la amiloidosis pueden presentar a veces hematospermia como síntoma. Los traumatismos en la región también pueden causar esta afección. Además, las anomalías estructurales de la anatomía genitourinaria (por ejemplo, anomalías vasculares, pólipos, malformaciones uretrales, etc.) pueden provocar hematospermia como síntoma.
Las relaciones sexuales o la masturbación excesivas, la abstinencia sexual prolongada, las relaciones sexuales interrumpidas y determinados comportamientos sexuales también pueden provocar (en la mayoría de los casos, episodios aislados de) hematospermia.

### Desconocido
La causa exacta no puede determinarse hasta en el 70% de los pacientes.